# Claudio Magris
Claudio Magris (Trieste, Itàlia, 10 d'abril de 1939) és un escriptor italià, traductor i acadèmic de la Universitat de Torí. Entre 1994 i 1996 fou membre del Senat italià, amb el Gruppo Magris. Actualment (2011) és columnista i assagista en destacats diaris europeus, especialment al Corriere della Sera. Durant molts anys s'ha dedicat a analitzar diversos aspectes relacionats amb les fronteres i amb la identitat de les persones. El nucli essencial de la seva obra ha estat traduït al català per Anna Casassas.

## Biografia
Nascut el 10 d'abril de 1939 a la ciutat de Trieste. El seu avi matern, Francesco de Grisogono, va ser un conegut matemàtic i filòsof. Magris és fill d'un empleat d'assegurances i una mestra d'escola primària. Als 18 anys viatjà fins a Torí per estudiar literatura, especialitzant-se en literatura germànica i graduant-se el 1962. Fou professor titular de Llengua i Literatura Germàniques a la Universitat de Torí entre 1970 i 1978, després de passar un període a la Universitat de Friburg de Brisgòvia, a Alemanya. Ha fet classes de literatura europea al Collège de France, així com conferències i seminaris arreu del món. Actualment és professor de la Facultat de Filosofia i Lletres de la Universitat de la seva Trieste natal.

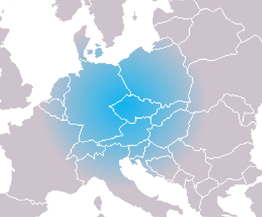
Zona coneguda com Mitteleuropa

Va estar casat amb l'escriptora Marisa Madieri (Fiume, 1938-Trieste, 1996), morta de càncer. Va publicar el seu primer llibre a vint-i-dos anys, una refacturació de la seva tesi doctoral que li va donar anomenada i va marcar la seva obra: Il mito asburgico nella letteratura austriaca moderna (El mite dels Habsburg en la literatura austríaca moderna). Va ser senador entre 1994 i 1996. La seva obra s'inspira en el mite de la frontera per explicar els problemes més urgents de la identitat contemporània.
És columnista habitual en destacats diaris europeus, i fa dècades que col·labora amb assiduïtat al Corriere della Sera. Ha traduït a l'italià Henrik Ibsen, Heinrich von Kleist i Arthur Schnitzler. La seva obra ha estat traduïda al català principalment per les Edicions de 1984.

## Obra

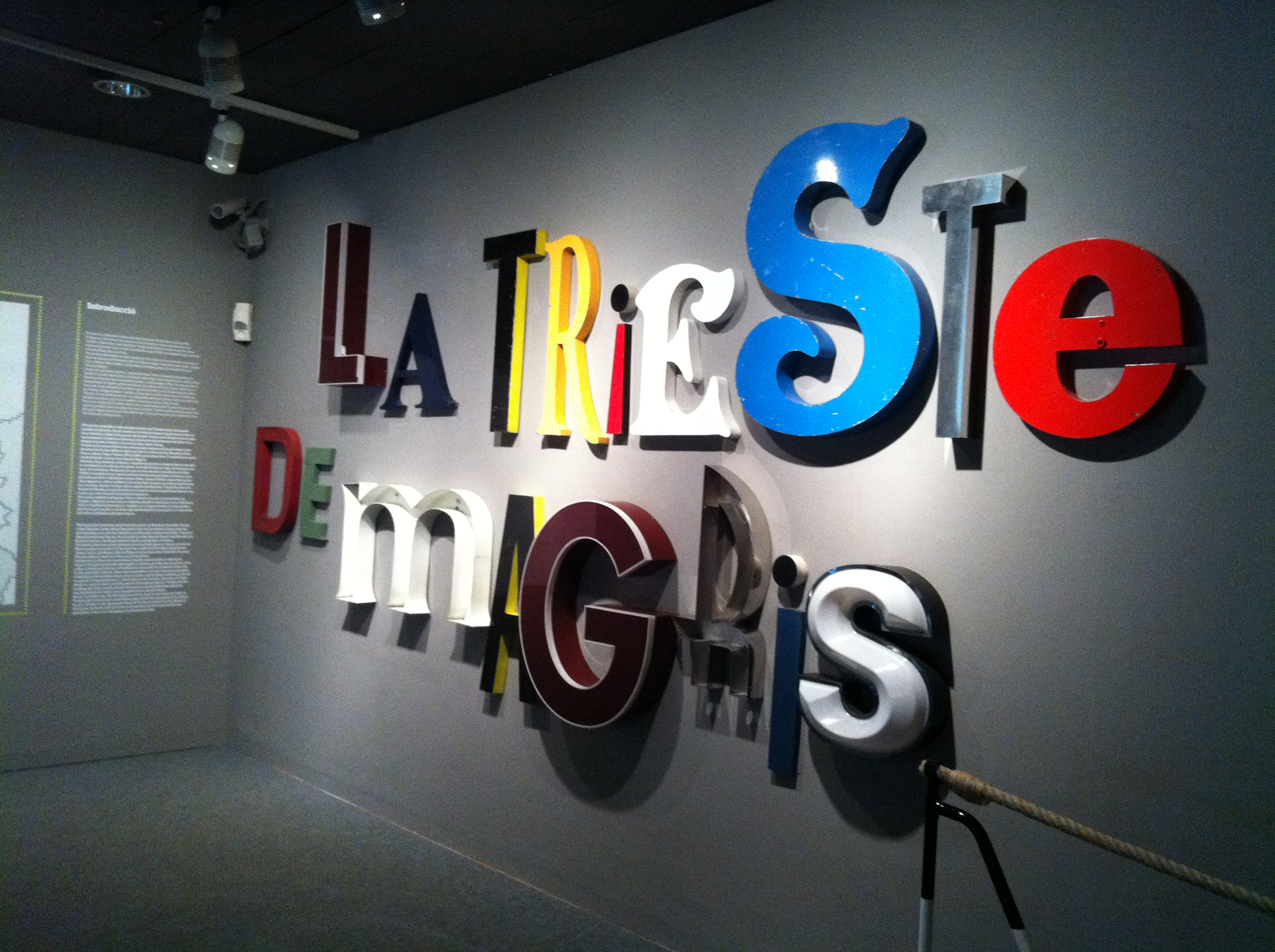
Entrada a l'exposició La Trieste de Magris, duta a terme al CCCB durant el 2011.

Els seus estudis han contribuït a difondre al seu país natal el coneixement de la cultura centreeuropea. Dels seus relats, sovint de factura mixta i indefinida entre el to narratiu, l'assagístic i el del llibre de viatges, destaquen: Il·lacions al voltant d'un sabre (1984), El Danubi (1986), considerada la seva obra mestra; Un altre mar (1991), Microcosmos (1997) i A cegues (2005). Diverses de les seves obres han fet conèixer la ciutat de Trieste i el seu entorn. De fet, l'any 2011 es va celebrar al Centre de Cultura Contemporània de Barcelona una exposició que portava el nom de La Trieste de Magris.
Uns anys abans (2006), Magris havia estat a la Universitat de Girona en una jornada sobre la seva obra; les intervencions van ser recollides en el volum Claudio Magris. Els llocs de l'escriptura (Barcelona, Edicions de 1984, 2008). Com a assagista i gran lector s'ha interessat, entre d'altres, per l'obra de Joseph Roth, Robert Musil, E.T.A. Hoffmann, Henrik Ibsen, Italo Svevo, Hermann Hesse i Jorge Luis Borges.

## Publicacions

### Assaig
- 1963 - Il mito absburgico nella letteratura austriaca moderna
- 1968 - Wilhelm Heinse
- 1971 - Lontano da dove: Joseph Roth e la tradizione ebraico-orientale
- 1974 - (amb Cesare Cases) L'anarchico al bivio: Intelletuali e politica nel teatro di Dorst
- 1978 - L'altra ragione: Tre saggi su Hoffmann
- 1978 - Dietro le parole
- 1982 - Itaca e oltre
- 1983 - (amb Angelo Ara) Trieste: Un'identità di frontiera
- 1984 - L'anello di Clarisse: Grande stile e nichilismo nella letteratura moderna
- 1999 - Utopia e disincanto: Saggi 1974-1998
- 2005 - L'infinito viaggiare / El viatjar infinit, traducció d'Anna Casassas, Barcelona, Edicions de 1984, 2008
- 2006 - La storia non è finita / La història no s'ha acabat, traducció d'Anna Casassas, Barcelona, Edicions de 1984, 2008
- 2008 - Alfabeti / Alfabets, traducció d'Anna Casassas, Barcelona, Edicions de 1984, 2010
- 2010 - Ulisse dopo Omero / Ulisses després d'Homer, conferència al CCCB, Barcelona, 2010[4]
- 2011 - Livelli di guardia: Note civili (2006-2011)
- 2012 - (amb Mario Vargas Llosa) La letteratura è la mia vendetta
- 2012 - Opere (Volume I: dal 1963 al 1995), ed. a cura d'Ernestina Pellegrini
- 2014 - (amb Francesca Agostinelli) Zigaina: Il paesaggio come anatomia
- 2015 - Segreti e no
- 2016 - Istantanee / Instantànies, traducció de Josep Alemany, Barcelona, Edicions de 1984, 2017

### Narrativa
- 1984 - Illazioni su una sciabola / Il·lacions al voltant d'un sabre, traducció d'Anna Casassas, Barcelona, Edicions de 1984, 2014
- 1986 - Danubio / El Danubi, traducció d'Anna Casassas, Barcelona, Edicions de 1984, 2002; butxaca, 2009
- 1988 - Stadelmann
- 1991 - Un altro mare
- 1993 - Il Conde
- 1995 - Quattro vite bizzarre
- 1996 - Le voci
- 1997 - Microcosmi / Microcosmos, traducció d'Anna Casassas, Barcelona, Empúries-Anagrama, 1999
- 2001 - La mostra
- 2005 - Alla cieca / A cegues, traducció d'Anna Casassas, Barcelona, Edicions de 1984, 2005
- 2015 - Non luogo a procedere / No és procedent, traducció d'Anna Casassas, Barcelona, Edicions de 1984, 2016

### Teatre
- 1998 - Stadelmann
- 2007 - Lei dunque capirà; Vostè ja ho entendrà, traducció d'Anna Casassas, Barcelona, Edicions de 1984, 2007

## Premis i reconeixements

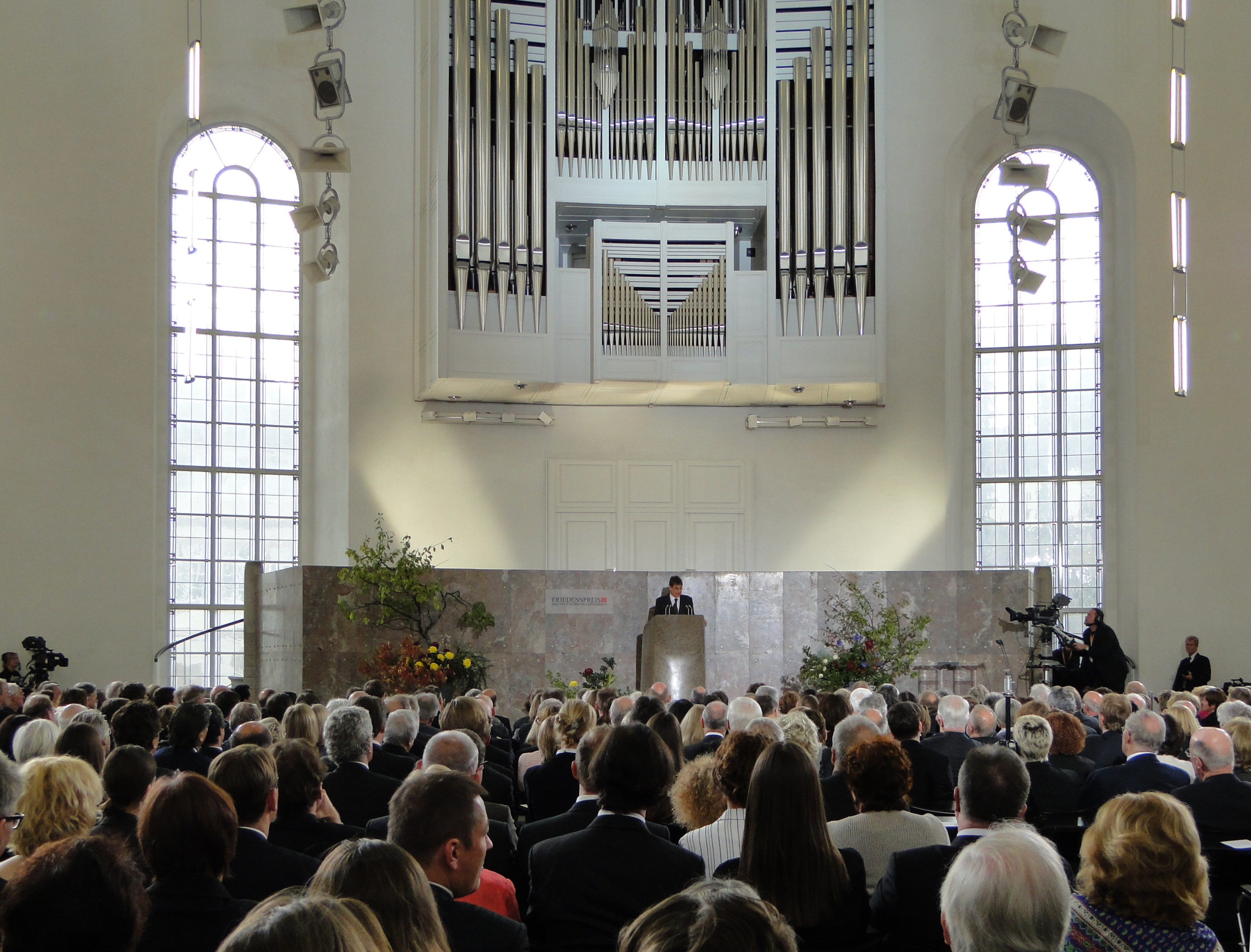
Magris rebent el Premi de la Pau a Frankfurt el 2009

A part del Premi Strega (1997), el més important de les lletres italianes, i el Premi Erasmus d'Holanda (2001), va obtenir el premi periodístic Joan Carles I pel seu article "El titellaire de Madrid", publicat al Corriere della Sera. Va ser nomenat Cavaliere di Gran Croce Ordine al mèrit de la República Italiana (2002). Ha obtingut també la medalla d'or del Círculo de Bellas Artes de Madrid (2003) i va ser guardonat amb el Premi Príncep d'Astúries de les Lletres el 2004, per considerar que Claudio Magris l'encarnador en la seva escriptura de la millor tradició humanista i representant de la imatge plural de la literatura europea al començament del segle XXI. Una Europa diversa i sense fronteres, solidària i amatent al diàleg de cultures. En els seus llibres mostra, amb poderosa veu narrativa, espais que componen un territori de llibertat, i en ells es configura un anhel: el de la unitat europea en la seva diversitat històrica. Investit doctor honoris causa per la Universitat Complutense de Madrid, el 2009 fou guardonat amb el Premi de la Pau del Comerç Llibreter Alemany.
| Any  | Premi o reconeixement                                               | Obra premiada          | Ref.   |
| ---- | ------------------------------------------------------------------- | ---------------------- | ------ |
| 1987 | Premi Bagutta                                                       | Danubio                |        |
| 1992 | Premi d'Investigació Humboldt de la Fundació Alexander von Humboldt |                        | [ 5 ]  |
| 1995 | doctor honoris causa per la Universitat de Klagenfurt               |                        |        |
| 1997 | Premi Strega                                                        | Microcosmi             |        |
| 2000 | Premi Würth Europeu de Literatura                                   |                        |        |
| 2001 | Gran Creu de l'Orde al Mèrit de la República Italiana               |                        |        |
| 2001 | Premi Erasmus                                                       |                        |        |
| 2001 | Leipziger Buchpreis zur Europäischen Verständigung                  |                        |        |
| 2003 | Medalla d'or del Círculo de Bellas Artes de Madrid                  |                        |        |
| 2004 | Premi Príncep d'Astúries de les Lletres                             |                        | [ 6 ]  |
| 2005 | Premi austríac de literatura europea                                |                        |        |
| 2006 | doctor honoris causa per la Universitat Complutense de Madrid       |                        |        |
| 2007 | Premi Viareggio                                                     | La storia non è finita |        |
| 2008 | Walter-Hallstein-Preis                                              |                        |        |
| 2008 | Premi Internacionals Terenci Moix                                   | Trajectòria literària  | [ 7 ]  |
| 2009 | Premi Jean Monnet de Literatura Europea                             |                        | [ 8 ]  |
| 2009 | Premi de la Pau del Comerç Llibreter Alemany                        |                        | [ 9 ]  |
| 2009 | Orde de les Arts i les Lletres d'Espanya                            |                        | [ 10 ] |
| 2011 | doctor honoris causa per la Universitat de Barcelona                |                        | [ 11 ] |
| 2016 | Premi de Periodisme Francisco Cerecedo                              |                        | [ 12 ] |